# Коста Јовановић (економиста)
Коста Јовановић (Београд, 1832 — Београд, 1895) био је српски професор економије и политичар.

## Биографија
Рођен је 1832. године у Београду, где је и умро 1895. године. Завршио је Лицеј и Велику школу, па студирао економске науке у Немачкој. Предавао је економију на Великој школи, затим је дуже радио у министарству унутрашњих послова (као помоћник министра), био је кратко министар просвете (фебруар-април 1873) и управник Управе фондова.
Писао је стручна дела у духу концепције либералне Манчестерске школе. Главна дела: О преиначењу и уређењу наше пореске системе (1860), Чиновничке плате (1882). Превео је два уџбеника еконимије на српски језик. Од 21. фебруара 1862. године био је члан Друштва српске словесности.
Био је један од секретара Скупштине 1864. у Београду.